# Dietrich von Carlewitz
Dietrich von Carlewitz (11 de Julho de 1916 - † 24 de Abril de 1943) foi um comandante de U-Boot que serviu na Kriegsmarine durante a Segunda Guerra Mundial.